# Mark IV (carro de combate)
El Mark IV fue un tanque británico de la Primera Guerra Mundial. Introducido en 1917, se benefició de significativas mejoras respecto al Mark I pero las versiones intermedias mejoradas (Mark II y Mark III) fueron producidas solo en pequeñas cantidades para entrenamiento. Las principales mejoras fueron el aumento del espesor del blindaje, la reubicación de los depósitos de combustible y poder ser transportados con mayor facilidad. Se construyeron un total de 1220 Mark IV: 420 Machos (las distintas configuraciones del Mark IV recibieron los nombres de Macho, Hembra y Reavituallador), 595 Hembras y 205 Reavitualladores (vehículos sin armamento empleados para transportar pertrechos), con lo que se convirtió en el tanque británico más fabricado durante la guerra.
El Mark IV fue empleado por primera vez a mediados de 1917 en la Batalla de Messines. Continuó en servicio hasta el final de la guerra.

## Desarrollo
Albert Gerald Stern, director del Departamento de Suministro de Tanques, quiso equipar al Mark IV con un nuevo motor y una nueva transmisión. Se detuvo la producción de tanques hasta que el nuevo diseño estuvo listo, teniendo que emplearse los tanques Mark II y Mark III como tanques de entrenamiento provisionales. Al no poder completar el desarrollo lo suficientemente pronto para empezar la producción a tiempo y tener 200 tanques listos para la prometida fecha del 1 de abril de 1917, Stern se vio forzado en mayo de 1917 a empezar la producción de un Mark IV que apenas se diferenciaba del Mark I.   
El Mark IV Macho iba armado con tres ametralladoras Lewis - una en el frente del casco y dos en las barbetas - y dos cañones en las barbetas (ahora cañones de caña corta Hotchkiss QF de 6 libras 6 cwt. Dos de sus ametralladoras eran disparadas por los cargadores de los cañones. El Mark IV Hembra iba armado con seis ametralladoras (una de ellas de repuesto).
La decisión de estandarizar la ametralladora Lewis como armamento secundario se debió al espacio disponible dentro de los tanques. A pesar de su vulnerable cañón y su tendencia a sobrecalentarse o ensuciarse tras ráfagas prolongadas, la Lewis empleaba tambores compactos con capacidad de 96 balas. La ametralladora Hotchkiss era alimentada mediante un peine acortado a 14 balas para poder emplearse a bordo de tanques; apenas el tirador había guiado la caída de las balas sobre el blanco, cuando tenía que introducir un nuevo peine y el proceso se repetía. Hasta que no se desarrolló una cinta articulada de 50 balas en mayo de 1917, la Hotchkiss no volvió a ser nuevamente la ametralladora estándar para tanques. Los cambios causaron demoras, tales como adaptar el tanque para la voluminosa camisa de enfriamiento de la Lewis y más tarde, problemas al almacenar los peines de ametralladora Hotchkiss en soportes diseñados para tambores de ametralladora Lewis.
Este tanque introdujo el empleo de fajinas: una fajina es un manojo de ramas atado con cadenas, de unos 3 m de largo y 1,4 m de diámetro transportado en la parte delantera del casco. Era soltada en las trincheras para permitir al tanque cruzarlas más fácilmente.
Una gran cantidad de tanques Mark IV fueron empleados como bases para otros proyectos. En un intento por mejorar su capacidad de cruzar trincheras, se introdujo la cola de renacuajo, una extensión de los "cuernos" posteriores de las orugas. Sin embargo, demostró ser insuficientemente rígida y parece que no fue empleada en combate. Otras versiones experimentales se emplearon para probar radios, morteros montados entre los "cuernos" posteriores y grúas de recuperación. Algunos de estos aparatos fueron empleados más tarde en tanques operativos. Los Mark IV también fueron los primeros tanques equipados con "vigas desenzanjadoras" en talleres de campo. Una gran viga de madera, reforzada con chapa de acero, era almacenada sobre la parte superior del tanque encima de dos rieles paralelos. Si el tanque se atascaba, la viga era acoplada a las orugas (frecuentemente bajo fuego enemigo), siendo arrastrada bajo el vehículo y ofreciendo agarre.  
- Tripulación: 8
- Peso: 28,4 toneladas (Macho) - 27,4 toneladas (Hembra)
- Blindaje: 6–12 mm
- Armamento:
  - Tres ametralladoras y dos cañones de 6 libras (Macho), cinco ametralladoras Lewis de 7,70 mm (Hembra)
- Municiones:
  - 180 proyectiles de alto poder explosivo de 6 libras (57 mm)

## Producción
El Mark IV fue fabricado por seis empresas diferentes: Metropolitan (el principal fabricante), Fosters of Lincoln, Armstrong-Whitworth, Coventry Ordnance Works, William Beardmore and Company y Mirrlees, Watson & Co., con la mayor parte de la producción empezando en 1917.
La primera orden fue de 1000 tanques y se escogió a Metropolitan en agosto de 1916. Fue cancelada, reabierta y modificada entre agosto y diciembre de 1916. Los otros fabricantes, contratados para producir no menos de 100 tanques cada uno, estuvieron muy al margen del conflicto entre Stern y la Oficina de Guerra.

## Servicio
El Mark IV fue empleado por primera vez en grandes cantidades el 7 de junio de 1917 durante el asalto británico sobre la Cresta de Messines. Al atravesar terreno seco, pero sumamente removido por los disparos de artillería, varios de los más de sesenta Mark IV se quedaron detrás de la infantería, aunque algunos hicieron importantes contribuciones a la batalla. En comparación, en la Batalla de Passchendaele a partir del 31 de julio, luego que una barrera de artillería de 24 días de duración destruyese todos los sistemas de drenaje y la gruesa lluvia que empapó el campo, el avance de los tanques fue sumamente difícil y no contribuyeron mucho; los que se hundieron en el terreno pantanoso quedaron inmovilizados y fueron blancos fáciles para la artillería alemana.
Unos 460 tanques Mark IV fueron empleados durante la Batalla de Cambrai en noviembre de 1917, demostrando que una gran concentración de tanques puede sobrepasar rápidamente hasta el más sofisticado sistema de trincheras
Durante la Kaiserschlacht en el Frente Occidental, el primer combate entre tanques tuvo lugar en la Segunda Batalla de Villers-Bretonneux en abril de 1918, enfrentándose los Mark IV contra los A7V alemanes.
Unos 40 tanques Mark IV capturados fueron empleados por los alemanes como Beutepanzer (Beute significa "saqueo" o "botín") con tripulaciones de 12 hombres. A algunos de estos tanques se les reemplazó sus cañones de 6 libras con equivalentes alemanes.
El último Mark IV en servicio fue Excellent, un Mark IV Macho retenido por la escuela de artillería naval HMS Excellent en la Isla Whale. En los primeros años de la Segunda Guerra Mundial fue repuesto en estado operativo y llevado a tierra firme, donde su nueva carrera terminó abruptamente tras dañar varios automóviles.

## Imágenes

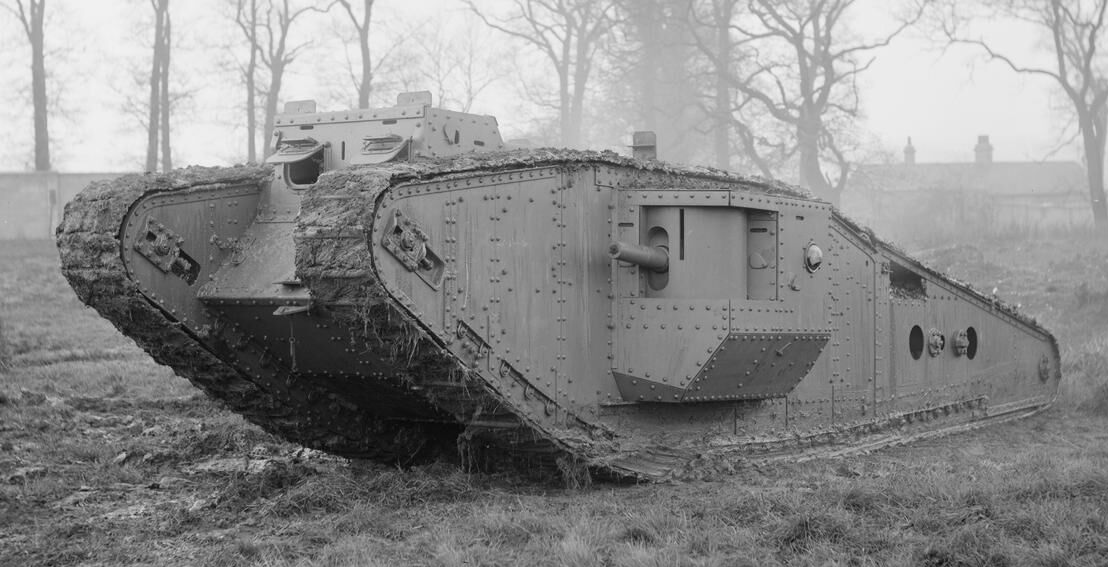
Un Mark IV con cola de renacuajo.
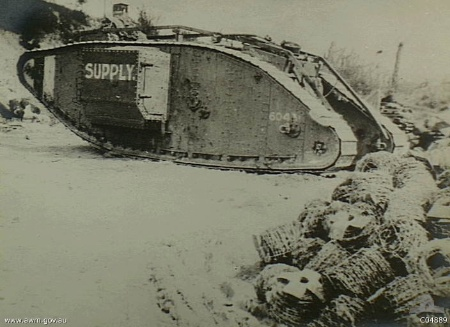
Reavituallador avanzando hacia la primera línea en Villers-Bretonneux, agosto de 1918.
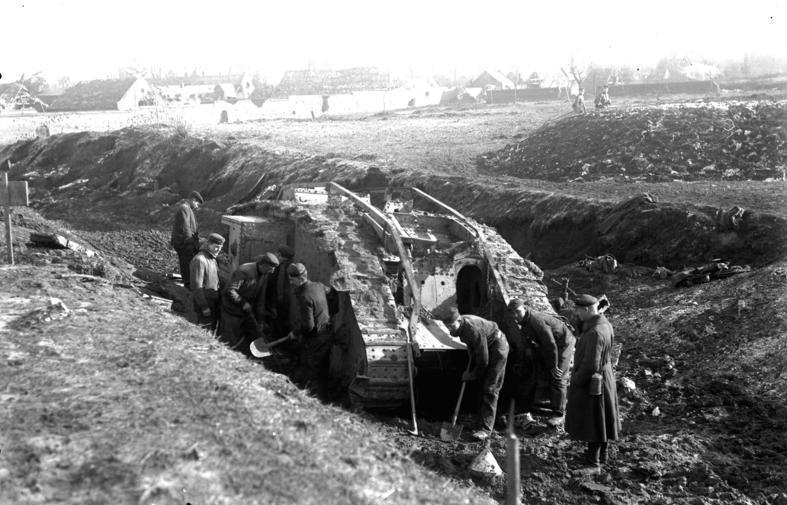
Un Mark IV desenterrado por soldados alemanes en Cambrai, noviembre de 1917.
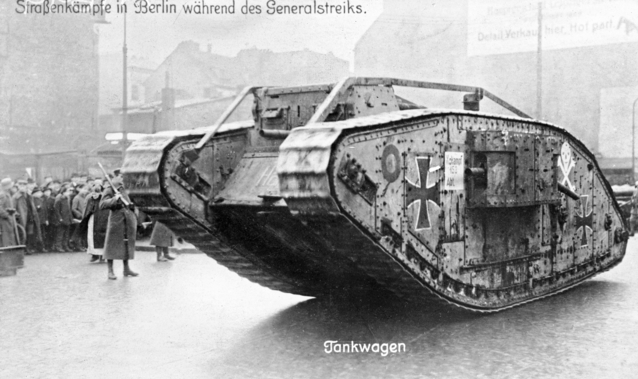
Un Mark IV capturado es empleado por la República de Weimar para liquidar un disturbio provocado por la Liga Espartaquista durante la Revolución alemana, 1919.
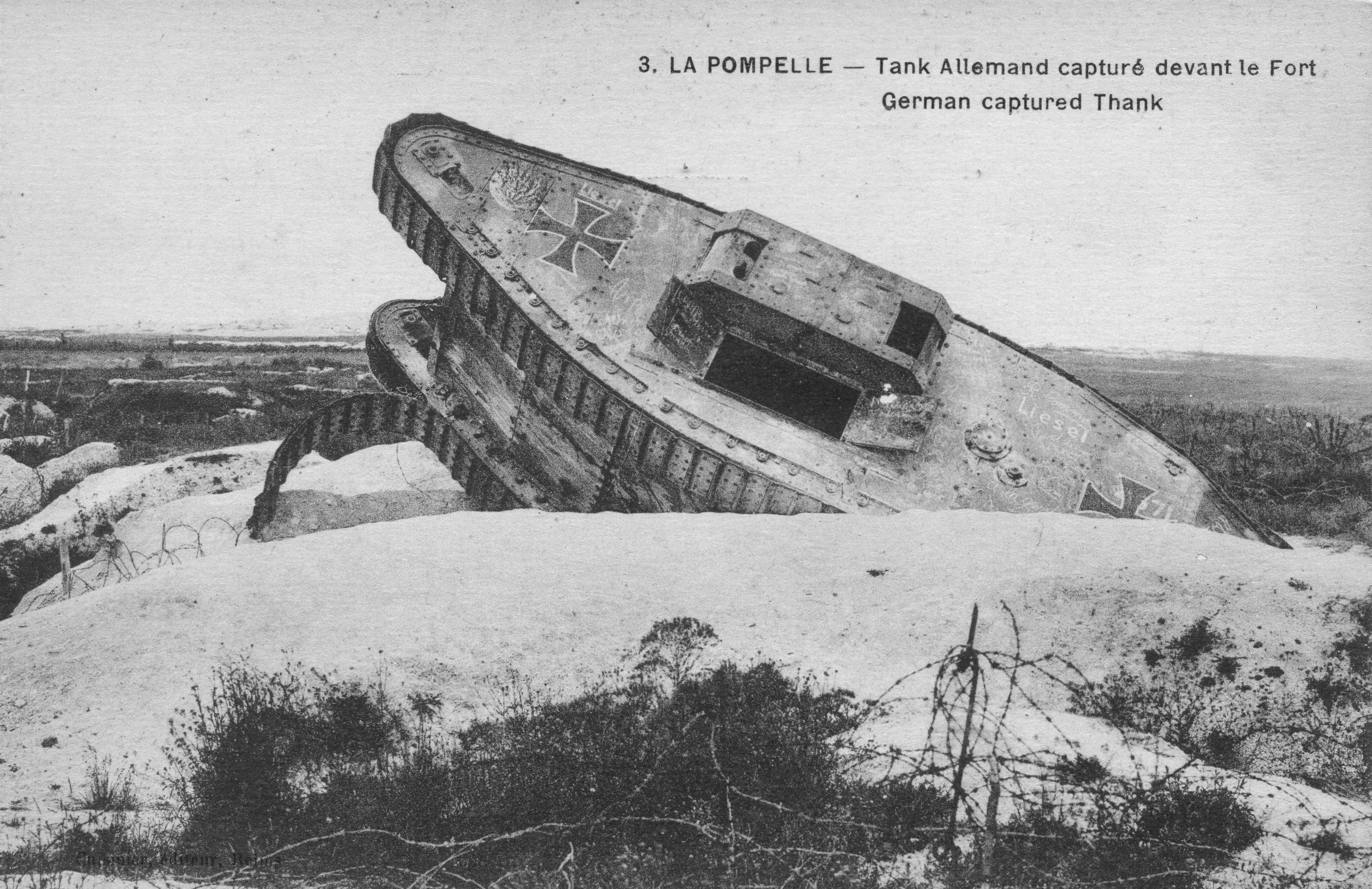
Tanque alemán Mark IV capturado, puesto fuera de combate frente al Fuerte de La Pompelle, Reims, Francia, durante la Primera Guerra Mundial.

## Ejemplares sobrevivientes
Han sobrevivido siete tanques Mark IV.
- Un Mark IV Hembra, F4: Flirt II, que combatió en la Batalla de Cambrai (1917), se encuentra en el Museo de Lincolnshire, Lincoln. Una empresa local, William Foster & Co., fabricó los primeros tanques. Aunque todos los Mark IV fabricados en Lincoln eran Machos, Flirt fue probablemente construido por Metropolitan, Carriage, Wagon and Finance en Birmingham.[9]
- Un Mark IV Hembra está conservado en Ashford, Kent. Este es uno de los muchos Mark IV que tras la guerra fueron obsequiados a pueblos y ciudades de Gran Bretaña para ser expuestos; la mayoría fueron desmantelados en las décadas de 1920 y 1930.

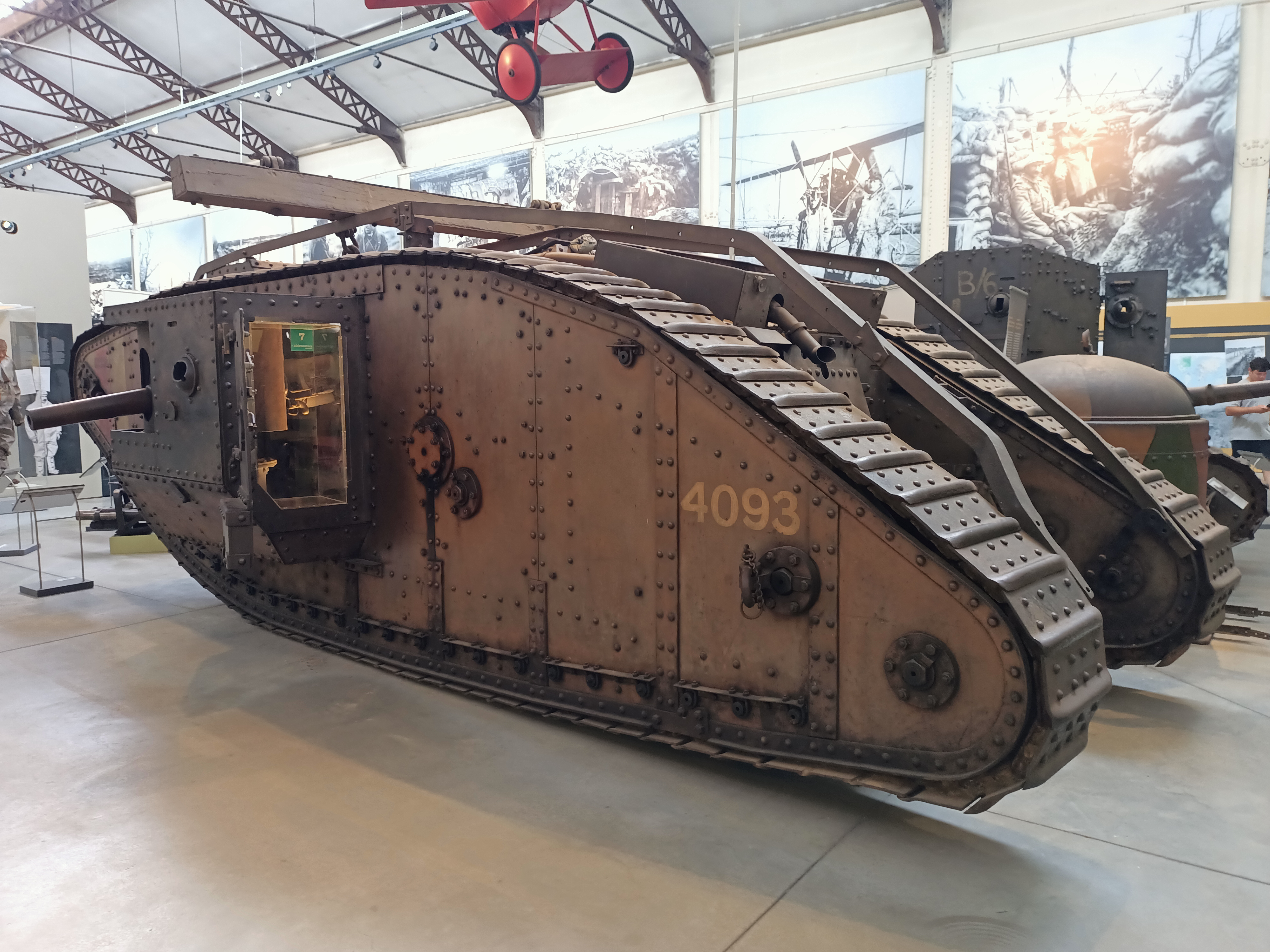
Mark IV en Bruselas

- El Real Museo de las Fuerzas Armadas y de la Historia Militar en Bruselas tiene un Mark IV Macho, el Lodestar III, que todavía conserva su pintura original.
- Un Mark IV Hembra, Grit, está expuesto en el salón ANZAC del Australian War Memorial.
- En 1999 fue desenterrado un Mark IV Hembra, el D51: Deborah, en el pueblo de Flesquières, Francia. Había sido puesto fuera de combate por la artillería alemana en la Batalla de Cambrai y enterrado para llenar un cráter. Se está trabajando en su restauración.[10]
- Un Mark IV Macho, Excellent, está expuesto en Bovington. Tras la Primera Guerra Mundial, este tanque fue regalado por el ejército al HMS Excellent, una base costera de la Royal Navy donde se entrenaron algunos tanquistas. Durante la Segunda Guerra Mundial nuevamente estuvo operativo con la Home Guard, durante la amenaza de invasión alemana en 1940.[11] Aún es mantenido en estado funcional.[12]
- Un Mark IV Hembra, Liberty, expuesto en el Museo de armamento del Ejército de los Estados Unidos, en Aberdeen, Maryland. Originalmente llamado Britannia, este tanque tomó parte en la Batalla de Arrás, donde penetró las líneas de trincheras alemanas, destruyó cuatro nidos de ametralladora, ayudó a capturar 395 prisioneros y repelió dos contraataques alemanes. El tanque y su tripulación luego fueron enviados a los Estados Unidos para ayudar a vender bonos de guerra. Rebautizado Liberty, el tanque entró a la colección del museo en 1919. Tras décadas expuesto a la intemperie, está en malas condiciones pero será restaurado.[13]

## Cultura popular
- En la película War Horse, el personaje principal, Joey, escapa por poco de un tanque Mark IV.
- En la serie de películas de anime Girls und Panzer das Finale, un Mark IV se convierte en el noveno tanque de Ōarai. Es operado por el "Shark Team" de temática pirata, haciendo una referencia humorística al apodo del Mark IV: en inglés "Landship" y en español "buque terrestre".